# 김일성 (1888년)
김일성(金一成, 이명 : 金日成, 1888 ~ 1926)은 함경남도 단천(端川) 출신의 의병장으로, 본명(아명)은 김창희(金昌希)이다. 1991년 독립유공자로 건국훈장(建國勳章) 애국장(愛國章)을 서훈받았다.

## 생애
김일성 (金一成, 이명 : 金日成, 1888 ~ 1926)은 한말과 일제시대의 의병장으로 본명은 김창희(金昌希)이다. 함경남도(咸鏡南道) 단천군(端川郡) 수하면(水下面) 황곡리(黃谷里)에서 출생했으며, 부친은 함경북도 온성군수(穩城郡守)를 지낸 김두천 (金斗天, 1868~?)이고, 모친은 설씨(薛氏)이다. 본관은 전주(全州)이다.
동향 출신으로 그의 지인이었던 유석인(劉錫仁)에 의하면 그는 어려서 향리(鄕里)의 사숙(私塾)에서 공부하였고, 1912년 단천(端川) 일진소학교(日進小學校)를 졸업한 후 한성부의 배재학당(培材學堂)을 졸업했다고 한다.

『독립운동사 제1권 : 의병항쟁사』 (독립유공자사업기금운용위원회, 1970)에는
김일성(金一成)은 단천인(端川人)으로 1907년 군대해산 후 기의하여 항일투쟁을 전개하였는데 순국할 때까지 백두산을 중심으로 일군과 수십 차의 격전을 벌여 많은 전과를 거두고 일인들의 간담을 서늘케 하였다. 1926년(丙寅)에 민족 투쟁사에 찬란한 빛을 남기고 순국하였다.

라고 하였다.

1991년에 건국훈장 애국장을 서훈할 당시의 보훈처 공적 기록은 다음과 같다.
독립유공자 공훈록 : 함남 단천(端川) 사람이다. 1907년 8월 군대해산 후 기의하여 의병장으로 항일투쟁을 전개하였으며 백두산(白頭山)을 중심으로 일군(日軍)과 수십 차례의 격전을 벌여 큰 성과를 올리는 등의 활동을 하다가 1926년에 전사 순국하였다. 정부에서는 고인의 공훈을 기리어 1991년에 건국훈장 애국장을 추서하였다. <<註·韓國獨立運動史(文一民) 35面 ·韓國獨立史(金承學) 下卷 89面·獨立運動史(國家報勳處) 第1卷 634面>>

독립유공자 공적조서 : 이명 김일성(金日成).  1907. 8. 군대해산 후(軍隊解散 後) 의병대장(義兵大將)이 되어 백두산(白頭山)을 중심(中心)으로 일군(日軍)과 수십차 격전(激戰)을 벌여 많은 전과(戰果)를 올렸으며 1926年 전사 순국(戰死 殉國)한 사실이 확인됨.

그의 행적에 대해서는 당시 기록은 소략하나 단천군 출신 월남민들의 증언이 많다. 생졸년도 이설이 있다.

유석인(劉錫仁)은 그가 1937년 6월 보천보 습격 사건의 주역 김일성이라고 하였고, 단천 출신 월남민들은 그가 보천보 사건에 연루된 조국광복회를 조직했다고도 한다. 단천군 수하면에는 천도교 신자들이 많았고, 김창희의 집안도 천도교를 신봉했다고 하므로, 천도교도들이 많이 포함된 조국광복회와 관련이 있을 수도 있으나, 문헌상으로는 확인하기 어렵다.

김일성(金一成)이라 칭했던 김창희(金昌希)는 백두산 일대에서 항일투쟁을 전개하여 인근 지역에서는 많이 알려졌다고 하며, 일제시대 유명한 김일성 장군 전설의 단초가 되는 사람으로 여겨진다. 북한 김일성이 그의 공적을 가로챘다고도 한다.

그의 외4촌형(外從兄) 설린(薛麟, 본명 薛寬建)은 「모스크바공산대학」출신으로서 해방 후 정치대학(건국대학 전신) 사무장으로 있었는데, 평양에 왔다는 소위 「김일성 장군」이 김창희, 즉 자신의 고종 동생인줄 알고 해방 다음 해 4월 평양까지 가서 면회를 신청했다가 붙잡혀서 곤욕을 당했다 한다. 간신히 석방되어 월남했다가 6·25 때 납북되어 생사불명이다.
설린(설관건)은 모스크바 공산대학을 나와 서울에서 공산주의 활동을 하면서 천도교(天道敎)에도 간여했다는 다수의 일제 기록이 발견된다. "천도교에는 네 린이 잇스니 왈(曰) 최린(崔麟), 이종린(李鍾麟), 임린(林麟), 설린(薛麟). 그러나 러시아(露西亞)의 네린(레닌?)이 아니요, 조선인 4린(四麟)."이라는 말이 있었다. 공산주의 활동 전력에도 불구하고 해방 후 그는 남한에 남아 정치활동을 하면서 이범석(李範奭) 등의 조선민족청년단(朝鮮民族靑年團, 족청)에도 이사(理事)로 참가하였다.

### 이북(李北)의 『김일성 위조사(金日成 僞造史)』
단천 출신 김일성에 대한 일제시대 기록은 알려진 것이 없고, 위에서 본대로 해방 후의 기록과 증언만 알려져 있다. 그 중 가장 이른 것이 이북(李北)의 『소련의 괴뢰 김일성 위조사(蘇聯의 傀儡 金日成 僞造史, 1950)』에 나오는 것이다.
四. 金一成將軍과 金一星
우리의 자랑 金一成將軍은 日本 陸軍士官學校를 卒業하시었다. 蔣介石氏도 日本 陸軍士官學校에서 修業을 하였는데 氏의 三年 後輩로서 金一成將軍은 第二位의 成績으로 卒業하시었다. 恒常 民族解放의 高邁한 理想에 獻身할 것을 計劃하던 一成將軍은 銳意 學業에 全力을 다하는 한편 活動하실 때의 萬一을 生覺하시어 人相의 正確한 露顯을 두려워하셔서 記念 寫眞을 撮影할 때마다 外面하시어 卒業寫眞帖에도 正面으로 찍힌 寫眞은 一枚도 없었다는 것이다.
그렇기 때문에 後日 金一成將軍을 逮捕하라는 命令이 日本官憲에게 나렸을 때에도 將軍의 正確한 人相을 알길이 없어서 甚히 苦悶하였다는 것이다. (八ㆍ一五 解放後 日本 宇垣 大將의 告白)
將軍은 그의 天賦的인 高尙한 人格으로해서 비록 敵일지라도 日本의 有數한 將校들게에도 崇拜를 받었다.
宇垣 大將과도 그는 個人的으로 書翰交換도 한 일도 있었다 한다.
日本陸士를 卒業하신 金一成將軍은 서울로 돌아와 學生運動에 從事타가 三ㆍ一運動이 爆發되매 日本官憲의 逮捕網을 벗어나 長白山脈에 飛躍하시어 義兵을 모아 飛虎처럼 神出鬼沒하며 日本軍討伐隊를 무찌르다 哀惜하게도 翌年 – 一九二二年에 甚한 凍傷에 쓰러진바가 되었던 것이다. 그대 나이 四○歲였다. (金一成將軍의 外叔 咸鏡南道 端川 出身 薛麟氏의 解放直後 陳述)
- 註 上記 薛麟氏는 뜻밖에도 解放後 金一成(實은 金日成) 將軍이 北韓에 돌아오셧다는 말을 듣고 三八線을 넘어 平壤을 찾어 外甥을 만나보려고 하였으나 金日成은 뜻밖에도 三二歲의 철不知 靑年이엇드라는 것이다. 外甥 나이 六八歲를 손곱은 薛麟氏는 너무도 어이가 없어 唐慌 하지 않을 수 없었을 것이다. 薛麟氏는 그 後부터 監獄사리 身勢가 되고말어 아직도 消息이 杳然하다.

長年에 걸쳐 民族解放運動에 從事치 못한 金一成將軍의 鬪爭史를 奇貨로 金成柱의 金日成僞造史는 꾸며젔던 것이다.

북한 김일성은 가짜이며, 진짜 김일성 장군은 위와 같은 사람이라고 하였다. 그러나 일본 육사 나왔다는 경력은 김경천 (1888년)에 해당되는 것으로 보이고, 함경남도 단천 출신의 설린(薛麟)이 외숙(외사촌의 오류)이라 한 것이 단천출신 김일성으로 볼 수 있는 근거이다. 이 책의 서두에 나오는 화보에 김일성 장군의 사진이 있는데, 김경천 (1888년)으로 보기는 어려우므로 단천 출신 의병장 김일성일 가능성이 높다. 이북은 설린(薛麟)을 개인적으로 아는 듯하므로 그로부터 이 사진을 얻었을 수도 있을 것이다.
- 사진 보기

## 가족 관계
- 아버지 : 김두천 (金斗天, 1868~?) - 함경북도 온성군수(穩城郡守) 역임.[5]
- 어머니 : 설씨(薛氏)[1]
  - 형 : 김창원(金昌元)
  - 동생 : 김창도(金昌道)
  - 외4촌형(外從兄) : 설린(薛麟, 본명 관건寬建) - 모스크바 공산대학(共産大學) 졸업[1][11]

<<유석인은 설린(薛麟)이 이종형이라 하였으나, 외가가 설씨(薛氏)인 것이 분명하므로 이모부가 또 설씨(薛氏)일 가능성은 희박하다.>>